# Коппола, Кристофер
Кристофер Коппола (англ. Christopher Coppola; род. 25 января 1962, Лос-Анджелес) — американский кинорежиссёр, сценарист и продюсер. Наиболее известен благодаря своим фильмам «Люди-Джи из ада» и «Смертельное падение». Племянник Талии Шайр и Фрэ́нсиса Форда Ко́пполы, брат Николаса Кейджа, двоюродный брат Джейсона Шварцмана, Софии Копполы и Романа Форда Копполы.

## Биография
Американский режиссер и продюсер Кристофер Коппола родился 25 января 1962 года в Лос-Анджелесе, штат Калифорния. Его отец, Август Флойд Коппола, итальянец по происхождению, работал профессором литературы, а мать, Джой Вогелсанг — дочь выходцев из Германии, была хореографом и танцовщицей. Мать постоянно страдала от хронической депрессии, и, в конце концов, его родители в 1976 году развелись.
Кристофер начал снимать еще в детстве, выбирая в качестве главного героя своего брата Николаса, заставляя того все выполнять по написанному им сценарию. Подростком Кристофер был учеником у композитора Кармайна Копполы при работе того над фильмом «Апокалипсис сегодня». После он пошел учиться музыкальной композиции в Университет Рэдландс, где получил престижную награду от Калифорнийского Совета искусств за оперу «Пещера Платона» и «Задумчивость» для пяти кларнетов. Затем Коппола поступил в Институт искусств Сан-Франциско для изучения кинопроизводства. На заключительном году обучения он предоставил четыре своих студенческих работы. Кристофер окончил институт в 1987 году.
Уже через год Кристофер Коппола показал свою первую профессиональную картину в качестве режиссера и сценариста. Это был фильм ужасов «Вдова Дракулы», где главную роль исполнила Сильвия Кристель. Другой заметной картиной Кристофера стала драма в стиле «нуар» «Смертельное падение». В фильме, кроме его родственников Николаса Кейджа, Талии Шир и Марка Копполы, также сыграли Майкл Бьен, Питер Фонда и Чарли Шин. Всего на счету Кристофера Копполы немногим более десятка фильмов в качестве режиссера, в некоторых он также являлся продюсером и сценаристом. Так, можно назвать вестерн «Вольные стрелки» и несколько эпизодов сериала «100 подвигов Эдди Макдауда».

## Семья
- Отец — Август Флойд Коппола, профессор литературы
- Мать — Джой Вогелсанг, хореограф и танцовщица
- Брат — Николас Кейдж
- Дядя — Фрэ́нсис Форд Ко́ппола и тётя Элинор Джесси Коппола
  - Двоюродный брат — Роман Форд Коппола
  - Двоюродная сестра — София Коппола
- Тётя — Талия Шайр и дядя Джек Шварцман[англ.]
  - Двоюродный брат — Джейсон Шварцман
- Жена — Эдриэнн Стаут
  - Дочь — Бэйли Коппола
  - Сын — Декстер Августус Коппола

## Фильмография

#### Режиссёр
- 1988 — DRACULA’S WIDOW
- 1988 — AMERICA’S MOST WANTED
- 1993 — GUNFIGHT AT RED DOG CORRAL
- 1993 — Смертельное падение (англ. Deadfall)
- 1996 — BONE CHILLERS
- 1997 — ПУТЕШЕСТВИЕ АЛЛЕНА СТРЭНЖА/ JOURNEY OF ALLEN STRANGE
- 1998 — CLOCKMAKER
- 1999—100 ПОДВИГОВ ЭДДИ МАКДАУДА/ 100 DEEDS FOR EDDIE MCDOWD
- 1999 — PALMER’S PICK UP
- 1999 — ВОЛЬНЫЙ СТРЕЛОК/ GUNFIGHTER
- 2000 — ЛЮДИ-ДЖИ ИЗ АДА/ G-MEN FROM HELL
- 2000 — Бель Эйр/ BEL AIR
- 2006 — CREATURE OF THE SUNNY SIDE UP TRAILER PARK
- 2017 — Арсенал/ TORCH